# Мартинијан Бјелојезерски
Мартинијан Бјелојезерски (рођ Михаил Стомонахов; око 1400-1483) је светитељ Руске православне цркве. Ученик светог Кирила Белојезерског. Оснивач Вожеозерског Спаског манастира, игуман Ферапонтовског и Тројице-Сергијевог манастира.
Његов спомен празнује се на дан упокојења светитеља, 12 (25) јануара, на дан проналаска његових моштију, 7 (20) октобра, а такође и у Сабору вологдских светитеља у трећу недељу по Педесетници.

## Ране године и монашки живот
По житију светитеља родио се у Белозерској области, у селу Сјама у близини Кирило-Белозерског манастира, у сељачкој породици Стомонахов и по рођењу је добио име Михаил. Са око десет година, отишао је у Кирило-Белозерски манастир и тамо био ученик преподобног Кирила Белозерског.
Васпитање дечака, по благослову преподобног Кирила, извршио је световни службеник Олеш (Алексеј) Павлов, који је живео у близини манастира. Након тога, једна од Мартинианових послушности постала је преписивање књига. Бавио се и монашким послушањима у пекари и кухињи. Будући монах је са усрдношћу и смирењем вршио сва своја послушања. Житије бележи рану трудољубивост светитеља у строгом подвижничком животу: „И пост је доживљавао као задовољство, а голотињу као дивну одежду, и тако је мучио тело своје уздржањем, по речима апостола, ’изнуђујући тело, а просветљујући душу‘.
Способан и образован младић, пун монашких врлина, у младости га је постригао Кирил Белозерски, а по зрелости најпре је постављен за клирика саборне цркве, а потом и за јеромонаха.
Убрзо након смрти свог учитеља (1427. године), Мартинијан је, у настојању да постигне мир, отишао сто миља од манастира и настанио се на острву на језеру Воже.
Мартинијанова испосница на Вожеозеру није дуго трајала. Како то обично бива, сазнавши за подвиге Кириловског јеромонаха, убрзо су му дошли други монаси из братства Кирилова и наговорили светитеља да их прихвати. Убрзо је подигнута црква, која је освећена у име Преображења Господњег. Тако је основан нови манастир, који је касније добио име Вожеозерски Спасо-Преображенски.
Међутим, светитељ је убрзо напустио манастир који је основао да би постао игуман манастира Ферапонтова. Раније је оснивач манастира, преподобни Ферапонт Белозерски, на инсистирање можејског кнеза Андреја Дмитријевича, напустио манастир који је основао да би основао Лужетски манастир Рођења Богородице у близини Можајска. По свему судећи, Ферапонтов манастир није имао школованог монаха који би наставио дело претходног игумана, па су братија замолила монаха Мартинијана да им постане игуман. Мартинијан Белозерски је увео у манастир повељу Светог Кирила и, улажући напоре да побољша манастир, убрзо га је довео у просперитетно стање. Зато је манастир Ферапонтов, од времена Мартинијановог игумана, дуго носио име „Мартемјановски“.
Познанство светитеља са великим кнезом Василијем Слепим догодило се 1447. године, када је он, уз подршку већине бојара, црквених архијереја и игумана најважнијих манастира, са новорегрутованом војском пролазио кроз Белозерску област. Велики кнез је посетио манастире Кирило-Белозерски и Ферапонтов. Посебан утисак на њега је очигледно оставио сусрет са Мартинијаном. Житије каже да је велики кнез, пошто је добио светитељев благослов и послушао његова упутства, обећао да ће га приближити себи. Заиста, убрзо је светац постављен за игумана Тројице-Сергијевог манастира. У децембру 1447. Мартинијан Белозерски је потписао писмо јерарха Руске Цркве Дмитрију Шемјаки, већ као игуману Тројице-Сергијевог манастира. Житије јавља да је свети Мартинијан постао исповедник великог кнеза.
Изванредан догађај показује колики је ауторитет светитеља био код великог кнеза. Извесни велики кнез, бојарин, који се у изворима не спомиње по имену, „оставио“ је Василија да служи Тверском кнезу. Желећи да врати бојара, кнез је замолио Мартинијана за посредовање, обећавајући бојару опроштај. Светитељ је испунио принчеву молбу, али је по повратку бојарин бачен у тамницу. Сазнавши од рођака осрамоћеног бојара за кривоклетство великог кнеза, Мартинијан је хитно стигао у Москву и са свом одлучношћу, не обазирући се на прихваћени дворски бонтон, осудио Василија: „Зашто си наредио да се онај бојарин, кога сам ја призвао својом душом, оковао и прекршио твоју реч? Нека не буде благослов мој грешни на тебе и твоје велико царство!“ После овога, светитељ се исто тако брзо упути назад у манастир Свете Тројице. Принц се, зачудо, покајао за своје поступке, стигао у Тројице-Сергијев манастир и затражио опроштај, а бојарин је ослобођен и враћен у своја права.
Године 1455. монах је напустио Тројице-Сергијев манастир и вратио се у Ферапонтов манастир. Његов одлазак светитељев агиограф мотивише жељом да се врати тишини, која је била недостижна за игумана великог манастира који се налази у близини престонице. Према другој верзији, коју је изнео Николај Борисов, разлог за одлазак светитеља из Тројице-Сергијевог манастира био је његов негативан став према убиству Дмитрија Шемјаке, почињеном по наређењу великог кнеза (1453. године). Као и у случају са осрамоћеним бојаром, светац је био принципијелан, што је изазвало немилост великог кнеза Василија. Најмање после 3. јула 1453. године, у великокнежевским повељама, тројички игуман је престао да се помиње по имену, што сведочи о Василијевом охлађењу према њему, а штавише, о љутњи. Датум се поклапа са временом када је Москва сазнала за Дмитријево убиство. Мартинијанов наследник на месту игумана био је Васијан (Рило), пострижени монах Пафнутијевско-Боровског манастира. Постао је и великокнежев исповедник.

## Последње године живота и смрти светитеља
Ни у манастиру Ферапонтов није могао да се потпуно посвети тишини: братија га је молила да заузме место градитеља манастира и настави да се стара о развоју манастира.
Пахомије Логотет је 60-их година написао житије Кирила Белозерског по речима Мартинијана.
Последњих година свог живота светитељ је био болестан, али није напустио ни келијску власт ни општу црквену службу. Када више није могао да хода, братија манастира га је на рукама однела у цркву да би светитељ учествовао у манастирској богослужењу.
Свети Мартинијан Белозерски се упокојио 12/25 јануара 1483. године.
Међу ученицима преподобног Мартинијана било је много истакнутих људи: једни су заузимали епископске катедре, други су постајали игумани у манастирима, старешине монашких братстава, а трећи су сијали светошћу живота и проницљивошћу.

## Слављење и поштовање
Нетрулежне мошти светог Мартинијана откривене су 7/20. октобра 1513. године приликом сахрањивања монаха Ферапонтовског манастира и његовог ученика, архиепископа ростовског Јоасафа. Свети Мартинијан је канонизован у Макарјевском храму 1547. године. У исто време написано је и чувено житије светитеља.
Године 1641. над гробом светитеља подигнута је црква у име светог Мартинијана.
19-20. октобра 2013. године, Епархија вологодска прославила је 500 година од проналаска моштију светог Мартинијана Белозерског. Служба је обављена у цркви Светог Мартинијана Феропонтског манастира. Службу је предводио тада владајући архиепископ Вологдски и Великоустјушки Максимилијан (Лазаренко).